# 村木賢吉
村木 賢吉（むらき けんきち、1932年8月30日 - 2021年6月19日） は、日本の男性演歌歌手。
秋田県鹿角郡尾去沢町(現鹿角市)出身。晩年は静岡県御殿場市に居を構えた。

## 経歴
当時、父親が働いていた三菱金属鉱業（現：三菱マテリアル）に入社、1967年に尾去沢鉱山（鹿角市）から直島製錬所（香川県香川郡直島町）に転勤。同所で勤務中、同じ職場で直島出身の佐義達雄と意気投合。
1972年、真木島人（まき しまんど）の芸名で、佐義の作詞作曲の「土方渡世／漁師一代」を出すが一部に注目されるだけで終わった。同年に再び佐義の作詞作曲、村木の唄で演歌「おやじの海」を500枚自主制作するも、翌1973年には御殿場に転勤。「おやじの海」はその後、当人ですら存在を忘れかけていたが、1977年に北海道釧路市の有線放送から人気に火がついて数か月で全国に広がり、1979年2月25日にフィリップス・レコード（日本フォノグラム、現在のユニバーサルミュージック）から再発売され、同年の大ヒット曲となった。
47歳の新人歌手は各方面から注目を浴びて140万枚以上のセールスを記録、全日本有線放送大賞最優秀新人賞を受賞。佐義も日本作詩大賞大衆賞を受賞。1979年の第21回日本レコード大賞では企画賞を受賞（大賞はジュディ・オングの「魅せられて」）。銀座音楽祭にも出場したが、NHK紅白歌合戦への出場はならなかった。同年、三菱金属鉱業を退社して歌手業に専念。
2007年頃まで民謡教室を主宰する傍ら歌手活動を続け、時折懐メロ番組やものまね番組などで以前と変わらない声と姿を見せていたが、同年以降は原因不明の病で高音声域の声が出せなくなり、以後は歌手活動を停止していた。
2021年6月19日、誤嚥性肺炎の為に死去。88歳没。
民謡経験に裏打ちされた、しっかりとしていて温かみのある素朴な歌声が魅力であった。